# Partner Sein
Partner Sein ist ein Hilfswerk für Entwicklungszusammenarbeit, Mission und Katastrophenhilfe der Christkatholischen Kirche der Schweiz. Unter den altkatholischen Hilfswerken ist es das grösste in der Schweiz.

## Entstehung
Die Organisation wurde per Beschluss der 96. Nationalsynode der Christkatholischen Kirche der Schweiz im Jahr 1970 gegründet. Das Hilfswerk ist eine unselbständige Anstalt der christkatholischen Landeskirche.

## Ziele
Das Hilfswerk unterstützt Projekte in Europa, Afrika und Asien. Der grösste Anteil der finanziellen Hilfe fliesst nach eigenen Angaben nach Afrika.
Ein besonderes Anliegen ist der Organisation nach eigener Darstellung die Entwicklung der altkatholischen Gemeinden und Kirchen, sodass es altkatholische Projekte in Polen, Tschechien, Kroatien und Bosnien-Herzegowina unterstützt.

## Ökumenische Zusammenarbeit
Vor allem während der Fastenzeit arbeitet das Hilfswerk mit Brot für alle (evang-ref.) und Fastenopfer (röm-kath.) zusammen.